# Lambdina laeta
Lambdina laeta là một loài bướm đêm trong họ Geometridae.